# Gustavo Méndez
Gustavo Méndez (1967. november 24. –) uruguayi nemzetközi labdarúgó-játékvezető.

## Pályafutása

### Nemzetközi játékvezetés
Az Uruguayi labdarúgó-szövetség Játékvezető Bizottsága terjesztette fel nemzetközi játékvezetőnek, a Nemzetközi Labdarúgó-szövetség (FIFA) bíróinak keretébe. Több válogatott és nemzetközi klubmérkőzést vezetett.

#### Világbajnokság
1999-ben Nigéria adott otthont a 12. U20-as labdarúgó-világbajnokságnak, ahol az Ausztrália–Szaúd-Arábia (3:1), a Szaúd-Arábia–Írország(0:2), és az Ausztrália–Írország (0:4) csoportmérkőzéseket irányította.

#### Amerika Kupa
Az 1999-es Copa América a 39. kiírás volt, amely a Dél-amerikai válogatottak első számú tornája. A tornát a CONMEBOL szervezte, melynek a házigazdája Paraguay volt, ahol a Brazília–Mexikó  (2:1) csoporttalálkozót és az egyik negyeddöntőt, a Brazília–Argentína  (2:1) összecsapást szolgálta játékvezetőként.
A 2004-es Copa América a 41. kiírás volt, melynek a házigazdája Peru volt, ahol a Paraguay–Chile (1:1) csoportmérkőzést illetve az egyik negyeddöntőt, a 
Kolumbia–Costa Rica (2:0) összecsapást vezette.
Vezetett mérkőzéseinek száma: 4

#### Arany Kupa
Az USA három nagyvárosa adott otthont az 5., a 2000-es CONCACAF-aranykupa labdarúgó tornának, ahol a Mexico – Guatemala  (1:1) csoportmérkőzést és az egyik elődöntőt, a Trinidad és Tobago – Canada  (0:1)
Vezetett mérkőzéseinek száma: 2

#### Nemzetközi kupamérkőzések
Vezetett Kupa-döntők száma: 2

##### Libertadores-kupa
1998-ban a FIFA Játékvezető Bizottságának felkérésére Rio de Janeiróban vezette a Vasco da Gama–Barcelona  (2:0) első döntő mérkőzést.

##### Dél-amerikai Kupa
2003-ban a CONMEBOL Játékvezető Bizottsága szakmai munkájának elismeréseként felkérte, hogy a Cienciano–River Plate kupadöntő második találkozóját dirigálja.